# Hoefijzerlaan (Brugge)
De Hoefijzerlaan is een laan in Brugge.

## Beschrijving
Er bestond een Hoefijzerstraat, die in 1516 vermeld werd: bachten Houfysere by der Vridachmarkt. De naam werd ontleend aan het hoekhuis het Hoefijzer, dat rond 1835 werd gesloopt bij de aanleg van de spoorweg.
De oostkant van de spoorweg heette na de aanleg ervan in 1838 de Nieuwe Wandeling.
In 1948, na de verdwijning van de sporen, kwam één brede straat tot stand die in 1948 de naam Hoefijzerstraat kreeg, terwijl de 'Nieuwe Wandeling' verdween. Om aan de op enige 'chic' beluste inwoners te voldoen, wijzigde de naam later van 'straat' in 'laan'. De laan maakt deel uit van de stadsring R30. Een tunnel onder 't Zand mondt erin uit.
De Hoefijzerlaan loopt van 't Zand tot aan de Bloedput.

## Kleine Hoefijzerstraat
Een korte zijstraat van deze laan draagt de naam Kleine Hoefijzerstraat. Dit is waarschijnlijk het clene straetkin totter stove ten houfysere dat in 1399 wordt vermeld.
De Kleine Hoefijzerstraat loopt van de Hoefijzerlaan naar de Speelmansrei.

## Galerij

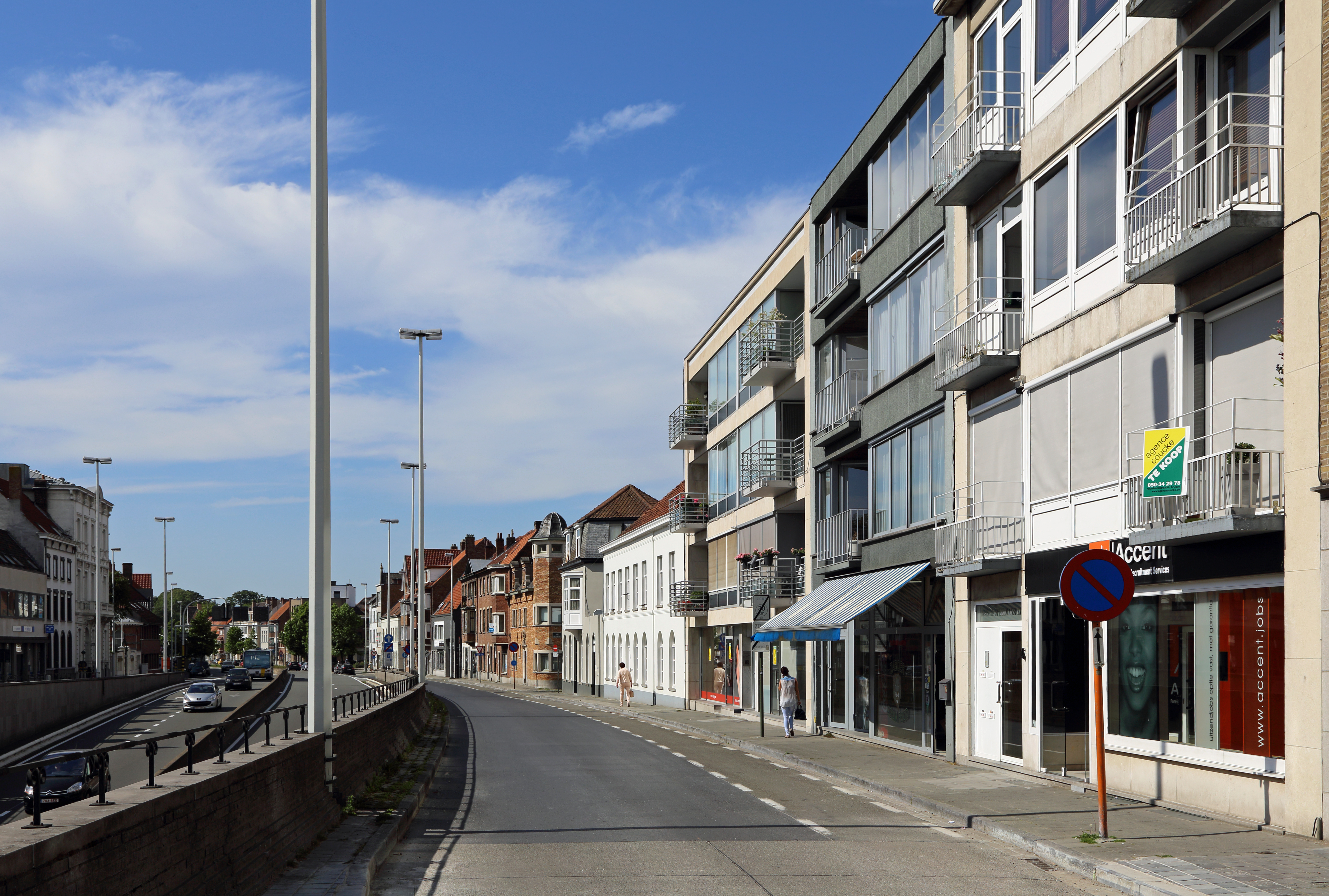
De Hoefijzerlaan
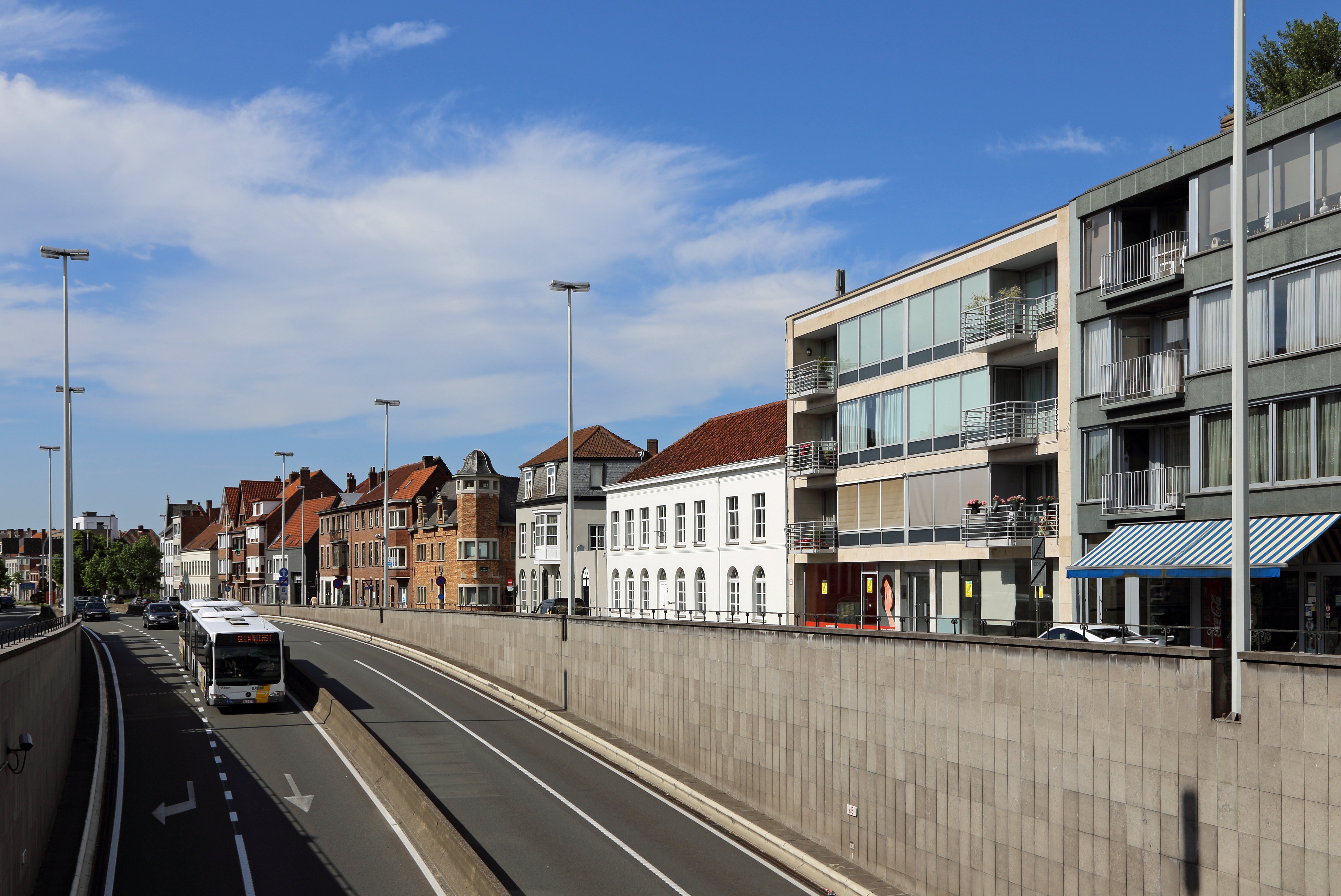
De Hoefijzerlaan en de inrit van de tunnel onder 't Zand
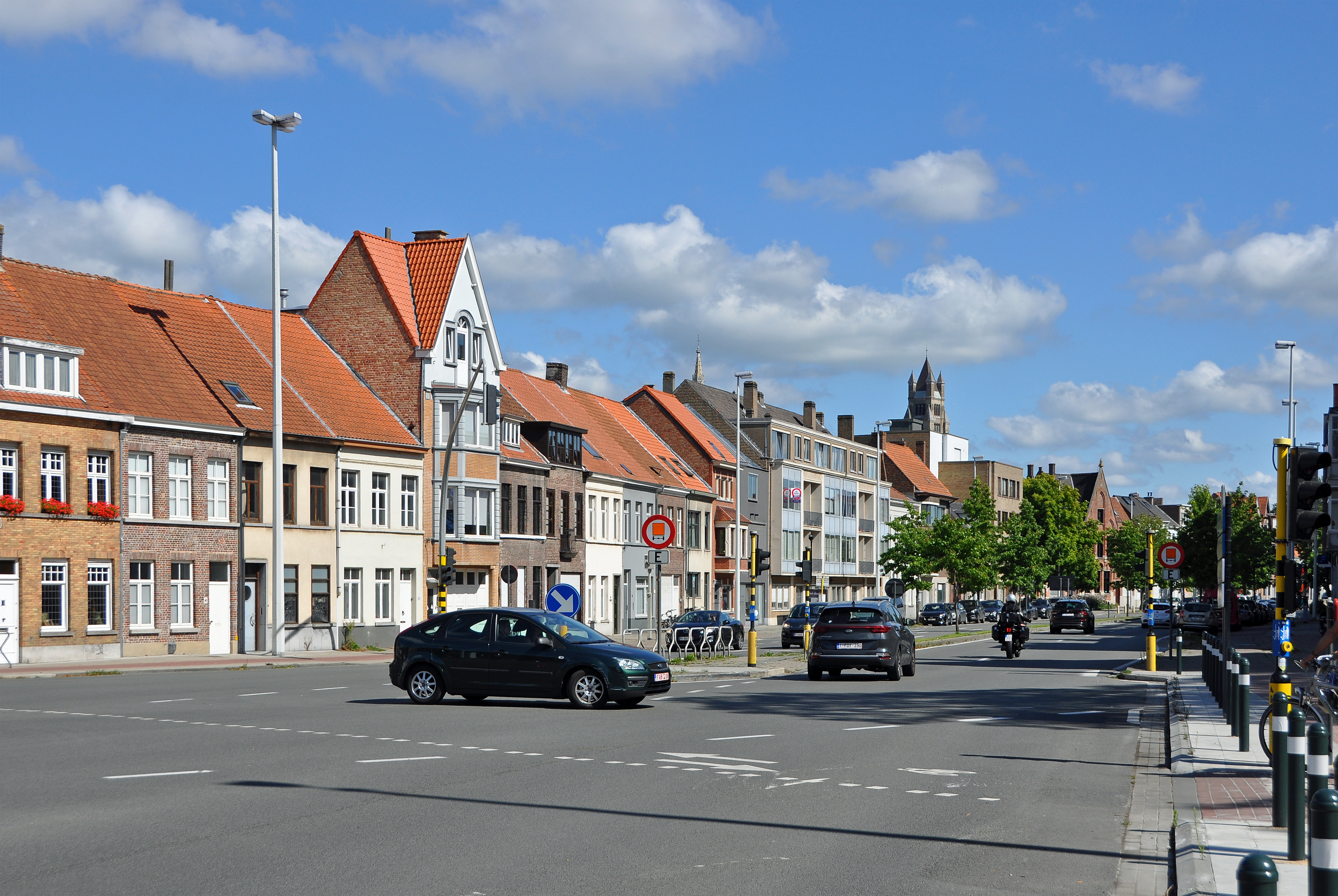
De Hoefijzerlaan gezien vanaf de Bloedput